# NGC 6674
NGC 6674 је спирална галаксија у сазвежђу Херкул која се налази на NGC листи објеката дубоког неба.
Деклинација објекта је + 25° 22' 28" а ректасцензија 18h 38m 33,9s. Привидна величина (магнитуда) објекта NGC 6674 износи 12,2 а фотографска магнитуда 13,0. NGC 6674 је још познат и под ознакама UGC 11308, MCG 4-44-7, CGCG 143-8, IRAS 18365+2519, PGC 62178.